# Смирнов-Платонов, Иван Алексеевич
Иван Алексеевич Смирнов-Платонов  (1814—1860) — протоиерей русской православной церкви, профессор Казанской духовной академии.

## Биография
Сын священника Владимирской епархии. Обучался в Вифанской духовной семинарии (1836) и Московской духовной академии (1840). За успехи в учёбе был удостоен Павловской награды. Также он был удостоен стипендии митрополита Платона (Левшина) с правом именоваться «Платоновым». По окончании курса в сентябре 1840 года был оставлен при академии бакалавром гражданской истории; с мая 1841 года — магистр.
В июле 1842 года был переведён в Казанскую духовную академию — на должность ординарного профессора по кафедре философских наук; с 15 декабря 1842 года стал членом внутреннего правления, с 1844 года — библиотекарем, с марта 1845 года — членом внешнего правления. В 1846 году, при отсутствии архимандрита Серафима, исправлял должность инспектора. Лекции по философским наукам (опытная психология, логика, метафизика и нравственная философия) были составлены под сильным влиянием его учителя профессора Ф. А. Голубинского. Преподавал также, в 1844—1847 гг., французский язык.
Был женат с 1843 года. На летние каникулы 1847 году вместе с семьёй уехал в Москву и в Казань больше не возвратился. Сначала дважды испрашивал месячные отпуска и 7 ноября 1847 года написал прошение об увольнении. Казанская академия испросила для него, в награду за отличную службу, полный профессорский оклад (715 рублей серебром) с переводом в Московское епархиальное ведомство — без определённого места. Только в следующем году он получил назначение священником «церкви Николая Чудотворца, что в Столпах». Одновременно, он был назначен законоучителем в Лазаревский институт восточных языков. Затем служил в церкви Воскресения в Барашах.
В октябре 1857 года И. А. Смирнов-Платонов был назначен на должность настоятеля Крестовоздвиженской церкви в Санкт-Петербурге.
Скончался 10 (22) октября 1860 года. Похоронен на Волковском православном кладбище.